# Österreichische Alpine Skimeisterschaften 1953
Die Alpinbewerbe der Österreichischen Skimeisterschaften 1953 fanden vom 12. bis zum 14. Februar in Igls bei Innsbruck statt. Zugleich wurden auch die Meister in den nordischen Disziplinen gekürt.

## Herren

### Abfahrt
| Platz | Name             | Zeit       |
| ----- | ---------------- | ---------- |
| 01    | Walter Schuster  | 2:38,5 min |
| 02    | Martin Strolz    | 2:40,8 min |
| 03    | Josef Rieder     | 2:41,7 min |
| 04    | Otto Linher      | 2:41,9 min |
| 05    | Andreas Molterer | 2:43,0 min |
| 06    | Hans Senger      | 2:43,5 min |
|       | Gebhard Hilbrand | 2:43,5 min |
| 08    | Ernst Oberaigner | 2:45,4 min |
| 09    | Karl Lammer      | 2:46,4 min |
| 10    | Fritz Huber      | 2:46,5 min |

Datum: 12. Februar 1953

Ort: Igls

Piste: Patscherkofel

Streckenlänge: 3200 m, Höhendifferenz: 920 m

### Riesenslalom
| Platz | Name             | Zeit       |
| ----- | ---------------- | ---------- |
| 01    | Walter Schuster  | 1:58,6 min |
| 02    | Andreas Molterer | 1:59,4 min |
| 03    | Hans Senger      | 2:00,0 min |
| 04    | Otto Linher      | 2:00,4 min |
| 05    | Martin Strolz    | 2:01,9 min |
| 06    | Fritz Huber      | 2:03,0 min |
| 07    | Josef Rieder     | 2:03,1 min |
| 08    | Gustl Jamnig     | 2:03,4 min |
| 09    | Ernst Hinterseer | 2:04,8 min |
| 10    | Ernst Oberaigner | 2:05,7 min |

Datum: 14. Februar 1953

Ort: Igls

Streckenlänge: 1800 m, Höhendifferenz: 500 m

Tore: 44

### Slalom
| Platz | Name             | Zeit       |
| ----- | ---------------- | ---------- |
| 01    | Fritz Huber      | 2:10,6 min |
| 02    | Otto Linher      | 2:10,7 min |
| 03    | Josef Rieder     | 2:12,1 min |
| 04    | Alois Zauner     | 2:12,2 min |
| 05    | Martin Strolz    | 2:13,5 min |
| 06    | Gustl Jamnig     | 2:15,2 min |
| 07    | Hans Senger      | 2:15,6 min |
| 08    | Ernst Oberaigner | 0000? min  |
| 09    | Toni Mark        | 2:17,1 min |
| 10    | Ernst Hinterseer | 2:18,1 min |

Datum: 13. Februar 1953

Ort: Igls

Streckenlänge: 580 m, Höhendifferenz: 180 m

Tore 1. Lauf: 53, Tore 2. Lauf: 48

### Kombination
Die Kombination setzt sich aus den Ergebnissen von Slalom, Riesenslalom und Abfahrt zusammen.
| Platz | Name             | Punkte |
| ----- | ---------------- | ------ |
| 01    | Otto Linher      | 03,63  |
| 02    | Martin Strolz    | 06,01  |
| 03    | Josef Rieder     | 06,87  |
| 04    | Hans Senger      | 08,47  |
| 05    | Fritz Huber      | 09,91  |
| 06    | Andreas Molterer | 13,05  |
| 07    | Walter Schuster  | 15,31  |
| 08    | Ernst Oberaigner | 19,20  |
| 09    | Alois Zauner     | 19,30  |
| 10    | Ernst Hinterseer | 19,60  |

## Damen

### Abfahrt
| Platz | Name                    | Zeit       |
| ----- | ----------------------- | ---------- |
| 01    | Trude Klecker           | 2:49,1 min |
| 02    | Erika Mahringer         | 2:51,5 min |
| 03    | Luise Jaretz            | 2:54,4 min |
| 04    | Anneliese Schuh-Proxauf | 2:55,9 min |
| 05    | Dorothea Hochleitner    | 2:59,2 min |
| 06    | Hilde Hofherr           | 3:02,2 min |
| 07    | Josefa Frandl           | 3:03,9 min |
| 08    | Köhle                   | 3:07,9 min |
| 09    | Lotte Blattl            | 3:08,4 min |
| 10    | Nagl                    | 3:15,3 min |

Datum: 12. Februar 1953

Ort: Igls

Piste: Patscherkofel

Streckenlänge: 2800 m, Höhendifferenz: 850 m

### Riesenslalom
| Platz | Name                    | Zeit       |
| ----- | ----------------------- | ---------- |
| 01    | Trude Klecker           | 2:20,0 min |
| 02    | Anneliese Schuh-Proxauf | 2:22,9 min |
| 03    | Josefa Frandl           | 2:24,1 min |
| 04    | Erika Mahringer         | 2:24,3 min |
| 05    | Lotte Blattl            | 2:24,5 min |
| 06    | Luise Jaretz            | 2:28,0 min |
| 07    | Köhle                   | 2:31,6 min |
| 08    | Ria Schwarzenbacher     | 2:34,7 min |
| 09    | Nagl                    | 2:35,4 min |
| 10    | Hilde Hofherr           | 2:37,4 min |

Datum: 14. Februar 1953

Ort: Igls

Streckenlänge: 1800 m, Höhendifferenz: 500 m

Tore: 45

### Slalom
| Platz | Name                | Zeit       |
| ----- | ------------------- | ---------- |
| 01    | Trude Klecker       | 1:51,1 min |
| 02    | Erika Mahringer     | 1:53,6 min |
| 03    | Lotte Blattl        | 1:57,5 min |
| 04    | Resi Tomandl        | 2:00,3 min |
| 05    | Josefa Frandl       | 2:02,3 min |
| 06    | Ria Schwarzenbacher | 2:05,0 min |
| 07    | Hilde Hofherr       | 2:06,3 min |
| 08    | Luise Jaretz        | 2:09,7 min |
| 09    | Nagl                | 2:13,1 min |
| 10    | Köhle               | 2:13,6 min |

Datum: 13. Februar 1953

Ort: Igls

Streckenlänge: 450 m, Höhendifferenz: 130 m

Tore 1. Lauf: 42, Tore 2. Lauf: 42

### Kombination
Die Kombination setzt sich aus den Ergebnissen von Slalom, Riesenslalom und Abfahrt zusammen.
| Platz | Name                    | Punkte |
| ----- | ----------------------- | ------ |
| 01    | Trude Klecker           | 00,00  |
| 02    | Erika Mahringer         | 07,15  |
| 03    | Lotte Blattl            | 20,95  |
| 04    | Josefa Frandl           | 22,37  |
| 05    | Luise Jaretz            | 27,33  |
| 06    | Hilde Hofherr           | 35,67  |
| 07    | Anneliese Schuh-Proxauf | 36,58  |
| 08    | Köhle                   | 41,58  |
| 09    | Ria Schwarzenbacher     | 42,00  |
| 10    | Nagl                    | 48,22  |